# Groengeel piekhaartonnetje
Het groengeel piekhaartonnetje (Cercophora sulphurella) is een schimmel uit de familie Neoschizotheciaceae. Het leeft saprotroof op hout.

## Kenmerken
De peritheciën zijn 450-600 µm hoog en 400-600 µm in diameter, staan verspreid of in zittend kleine groepjes op het oppervlak, eivormig tot bolvormig of peervormig, met licht
geelgroen gekleurd, glad tomentum dat in de loop der tijd grijsbruin kleurt. Peritheciën goudgeel, in KOH sterk opzwellend tot een slijmerige massa.
De asci zijn 8-sporig, nauw knotsvormig, met een tamelijk lange steel, afgerond tot aan de top afgeknot, dunwandig, met kleine apicale ring en meten 180 x 15-18 µm. De ascosporen meten in het begin 55-60 x 4 µm en zijn ze vaak licht gebogen naar de basis toe. Ze hebben dunne wanden, zijn ongesepteerd en hebben twee geleiachtige polaire aanhangsels van 14-18 µm lang. Soms worden ze bovenaan septaat en kunnen ze buiten de asci worden aangetroffen. Na verloop van tijd worden ze elliptisch tot ellipsvormig-fusiform en donkerbruin, zonder kiempore.

## Verspreiding
In Nederland komt het groengeel piekhaartonnetje uiterst zeldzaam voor.